# Symphonie no 4 d'Enesco
Pour les articles homonymes, voir Symphonie nº 4.
La Symphonie no 4 en mi mineur est l'avant-dernière composition de ce genre due à Georges Enesco. 
La partition sur deux portées est datée du 4 mai 1934, mais, à l'instar d'autres œuvres du maître roumain, son orchestration est demeurée inachevée à près de 55 % jusqu'à l'intervention du musicologue et compositeur Pascal Bentoiu en 1996. C'est en réalité sa huitième symphonie, si l'on tient compte de ses quatre symphonies « d'école » composées tout à la fin du XIXe siècle à Paris.
Cette Symphonie en mi mineur d'un style désormais pleinement personnel et à "l'énergie explosive" quoique souvent "douloureuse" est à comparer aux compositions d'un Chostakovitch, d'un Szymanowski ou d'un Martinů . Elle est composée de trois mouvements étroitement liés entre eux :
- Allegro appassionato
- Un poco andante, marziale
- Allegro vivace non troppo

La durée de l'œuvre est approximativement de 26 minutes. Sa création mondiale, par l'Orchestre philharmonique de Bucarest placé sous la baguette de Christian Mandeal, a eu lieu dans la capitale roumaine le 2 octobre 1997.
La partition est publiée et disponible aux Éditions musicales de Bucarest.

## Discographie
- CD de la Radio Roumaine